# Emanuele Dellepiane
Emanuele Dellepiane (fl. XX secolo) è stato un calciatore italiano, di ruolo di attaccante.

## Carriera
Giocò la maggior parte della sua carriera tra due piccoli club del genovesato, il Pro San Gottardo ed il Molassana.
La sua massima stagione fu quella 1919-1920, dove giocò con i grifoni del Genoa, riuscendo a scendere in campo quattro volte, ed ottenendo il terzo posto nel girone finale.
La stagione seguente la disputa in cadetteria, tra le file della Novese, con cui arriva a disputare il girone finale del Piemonte.
Dopo questa stagione tornò a militare nel Molassana.
Nella stagione 1927-1928 giocò per il Pro San Gottardo, in quarta serie, ottenendo il sesto posto del girone C della Liguria.